# Хетох
Хетох (цез. Хъетохъ) — село в Цунтинском районе Республики Дагестан. Входит в состав муниципального образования сельсовет Шауринский.

## География
Находится в 18 км к северу от с. Цунта.
Расположено на р. Шаитли (бассейн р. Китлярта).

## Население
| 1888 | 1895 | 1926 | 1939 | 1989 | 2002 | 2010 |
| ---- | ---- | ---- | ---- | ---- | ---- | ---- |
| 60   | ↗78  | ↘32  | ↗82  | ↘11  | ↗40  | ↘39  |
| 2021 |      |      |      |      |      |      |
| ↘32  |      |      |      |      |      |      |

## История
Ликвидировано в 1944 г., население переселено в Веденский район, восстановлено в 1957 г.